# Adolf von der Horst
Adolf August Ernst Ludwig Freiherr von der Horst (* 5. Oktober 1806 in Haldem; † 30. Juli 1880 in Wiesbaden) war von 1838 bis 1870 Landrat des Kreises Lübbecke in der Provinz Westfalen.

## Leben
Er war der Sohn des Rittergutsbesitzers und Landrats im Kreis Lübbecke Karl von der Horst und dessen Ehefrau Charlotte geb. Freiin von Hammerstein-Equord (1786–1838). Die Familie erhielt am 11. Mai 1844 die preußische Anerkennung des Freiherrnstandes.
1825 erlangte Horst am Pädagogium der Franckeschen Stiftungen in Halle a/S. das Zeugnis der Reife. Er studierte zwei Semester Rechtswissenschaft an der Georg-August-Universität Göttingen, wo er 1828 Mitglied des (mecklenburgischen) Corps Vandalia wurde. 1826 trat er als Freiwilliger in das Ulanen-Regiment „Graf zu Dohna“ (Ostpreußisches) Nr. 8 in Trier ein. Er avancierte bis 15. Juli 1828 zum Sekondeleutnant. Am 10. Januar 1833 wurde er mit Patent vom 16. Juli 1828 in das Westfälische Ulanen-Regiment Nr. 5 versetzt. Aus gesundheitlichen Gründen musste er seinen Abschied nehmen. Er wurde Am 8. Februar 1834 wurde er aus der Preußischen Armee entlassen.
Am 7. April 1838 wählte der Kreistag des Kreises Lübbecke Adolf von der Horst zum 2. Kandidaten für das Landratsamt. Am 27. November 1838 wurde er unter Vorbehalt der Prüfung zum Landrat ernannt. Die Eignungsprüfung für das Landratsamt hatte Horst am 21. Februar 1839 bei der Regierung in Minden bestanden. Am 9. März 1839 wurde er endgültig zum Landrat ernannt. Dieses Amt führte er bis zu seiner Entlassung auf Gesuch am 28. Juli 1870 aus. Horst war außerdem Mitglied des Preußischen Abgeordnetenhauses und stellvertretendes Mitglied des Provinziallandtages der Provinz Westfalen. Die Kreissynode entsandte ihn 1841, 1859 und 1862 zur Provinzialsynode.

## Ehrungen
- Ehrenritter des Johanniterordens
- Ritterkreuz des Königlichen Hausordens von Hohenzollern
- Roter Adlerorden IV. Klasse
- Passstraße Horsts Höhe über das Wiehengebirge

## Familie
Horst war evangelisch und seit dem 5. Oktober 1830 mit Maria Freiin von Schmitz-Grollenburg (* 17. Januar 1808; † 13. Juni 1863) verheiratet. Sie war die Tochter des Regierungspräsidenten Franz Edmund Josef von Schmitz-Grollenburg (1776–1844) und dessen Ehefrau Isabella von Zillerberg (1779–1845). Aus der Ehe gingen zwei Söhne und eine Tochter hervor. Ein Sohn war der Generalleutnant Bodo von der Horst (1838–1926).